# کیم اون جونگ (بازیکن فوتبال)
کیم اون جونگ (کره‌ای: 김은중؛ زادهٔ ۸ آوریل ۱۹۷۹) بازیکن فوتبال اهل کره جنوبی است.
از باشگاه‌هایی که در آن بازی کرده است می‌توان به باشگاه فوتبال وگالتا سندای، باشگاه فوتبال گانکون، باشگاه فوتبال ججو یونایتد، باشگاه فوتبال پوهانگ استیلرز، باشگاه فوتبال سئول، باشگاه فوتبال دائجئون هانا سیتی‌زن، و باشگاه فوتبال گوانگ‌ژو سیتی اشاره کرد.
وی همچنین در تیم‌های ملی فوتبال زیر ۲۰ سال کره جنوبی، زیر ۲۳ سال کره جنوبی، و کره جنوبی بازی کرده است.
وی در مسابقات کشوری و بین‌المللی در مجموع برندهٔ ۱ مدال برنز شده است.